# Patomimia
Col termine patomimia o simulazione di malattia (in inglese: malingering), si intende la creazione cosciente di sintomi di disturbi mentali o di patologie fisiche al fine di ottenere dei "guadagni secondari", che possono consistere, ad esempio, in una compensazione finanziaria; nell'evitamento della scuola, del lavoro o del servizio militare; nell'ottenimento di farmaci; nello sgravio di condanne penali e così via. La simulazione risulta, dal punto di vista nosografico, diversa dal disturbo di somatizzazione e dal disturbo fittizio. La mancata rilevazione dei casi di simulazione di malattia comporta un onere economico considerevole sul sistema nazionale sanitario.
Il suo esatto contrario è la dissimulazione, rappresentata dal nascondere, minimizzare, non far trasparire la propria sofferenza o i segni della malattia mentale/fisica in corso.

## DSM-5
Secondo il DSM-5, la simulazione di malattia può essere sospettata:
- Quando l'invio del valutando è fatto da un avvocato
- Quando l'esordio della malattia coincide con la comparsa di un incentivo finanziario, come per esempio una nuova politica sulla disabilità
- Quando gli esami medici obiettivi non confermano la versione del paziente
- Quando il paziente non collabora con il lavoro diagnostico o con il trattamento prescritto
- Quando il paziente presenta atteggiamenti o comportamenti antisociali (personalità antisociale).

## Contesto medico-legale e forense
Risulta ampiamente dimostrato che il contesto valutativo (medico-legale e forense) esercita un impatto distorsivo sulla tendenza dei soggetti ad amplificare o meno i sintomi autoriportati. Tale effetto distorsivo è presente anche quando i soggetti risultano realmente affetti da patologia mentale.

## Disturbo fittizio
Sotto questa categoria rientrano disturbi in cui la produzione o la simulazione intenzionale di segni e sintomi fisici o psichici si verifica senza incentivi esterni per tale comportamento (per esempio, senza volerne ricevere un guadagno economico o benefici di natura legale). Un classico esempio di disturbo fittizio è la sindrome di Münchhausen.